# أدولف كوتلي
أدولف كوتلي (بالفرنسية: Adolphe Quetelet)‏ (و. 1796 – 1874 م) هو عالم فلك، ورياضياتي، وعالم، وعالم إحصاء، واجتماعي من بلجيكا . ولد في غنت . وكان عضواً في الجمعية الملكية، والأكاديمية الأمريكية للفنون والعلوم، والأكاديمية الهنغارية للعلوم، والأكاديمية الروسية للعلوم، والأكاديمية البروسية للعلوم، والأكاديمية الملكية السويدية للعلوم، والأكاديمية الملكية الهولندية للفنون والعلوم .
توفي في بروكسل، عن عمر يناهز 78 عاماً.

## سيرته الشخصية
وُلد أدولف في غنت (كانت في ذلك الوقت جزءًا من الجمهورية الفرنسية الجديدة). والده الفرنسي فرنسوا أوغسطين جاك هنري كوتلي ووالدته آن فرانسواز فيندرفيلد امرأة من الدول الفلمنكية. ولد والده في هام في بيكاردي وامتلك روح المغامرة إذ عبر القناة الإنجليزية وأصبح مواطنًا بريطانيًا وسكرتيرًا لأحد النبلاء الأسكتلنديين. سافر بهذه الصفة مع صاحب عمله حول القارة، لا سيما لقضاء الوقت في إيطاليا. استقر في عمر 31 عامًا في غنت وعمل في المدينة، حيث ولد أدولف الذي كان الطفل الخامس من بين تسعة أطفال توفي العديد منهم في مرحلة الطفولة.
مات فرانسوا عندما كان أدولف في السابعة من عمره فقط. درس أدولف في غنت، حيث بدأ بعد ذلك تدريس الرياضيات في عام 1815 عندما كان في سن 19. انتقل في عام 1819 إلى أثينيوم في بروكسل وأكمل في نفس العام أطروحته بعنوان (بعض الخصائص الجديدة للمسافة البؤرية وبعض المنحنيات).
حصل كوتلي على دكتوراه في الرياضيات عام 1819 من جامعة خنت. بدأ بعد ذلك بوقت قصير في إقناع المسؤولين الحكوميين والجهات المانحة الخاصة ببناء مرصد فلكي في بروكسل، ونجح في عام 1828. أصبح عضوًا في الأكاديمية الملكية في عام 1820. حاضر في متحف العلوم والرسائل وفي المدرسة العسكرية البلجيكية. أصبح في عام 1825 مراسلًا للمعهد الملكي لهولندا، وأصبح في عام 1827 عضوًا فيه. كان زميلًا نشيطًا في المعهد بين عامي 1841 و1851، وأصبح عضوًا أجنبيًا في الأكاديمية الملكية الهولندية للفنون والعلوم. انتُخب في عام 1850 عضوًا أجنبيًا في الأكاديمية الملكية السويدية للعلوم.
أسس كوتلي أيضًا العديد من المجلات والمجموعات الإحصائية، واهتم بشكل خاص بإيجاد تعاون دولي بين علماء الإحصاء. شجع على إنشاء قسم إحصائي للجمعية البريطانية لتقدم العلوم، والتي أصبحت فيما بعد الجمعية الإحصائية الملكية، وأصبح أول عضو فيها من الخارج. ترأس في عام 1853 مؤتمر المنظمة الدولية للأرصاد الجوية والمؤتمر الإحصائي الدولي الأول.
عانى كوتلي في عام 1855 من سكتة دماغية، والتي خففت نشاطه العلمي لكنها لم توقفه.
توفي في بروكسل في 17 فبراير عام 1874، ودفن في مقبرة بروكسل.

## عمله
شمل بحثه العلمي مجموعة واسعة من التخصصات العلمية المختلفة مثل: الأرصاد الجوية وعلم الفلك والرياضيات والإحصاءات وعلم السكان وعلم الاجتماع وعلم الجريمة وتاريخ العلوم. قدم مساهمات كبيرة في التطور العلمي، وكتب أيضًا العديد من الدراسات الموجهة للجمهور العام. أسس المرصد الملكي في بلجيكا، وأسس أو شارك في تأسيس العديد من الجمعيات الإحصائية الوطنية والدولية والمجلات العلمية، وترأس السلسلة الأولى من المؤتمرات الإحصائية الدولية. كان كوتلي ليبراليًا مناهضًا لرجال الدين، ولكن لم يكن ملحدًا أو ماديًا أو اشتراكيًا.

### الفيزياء الاجتماعية
استخدم علم الاحتمالات والإحصاء الجديد بشكل رئيسي في علم الفلك في ذلك الوقت، حيث كان من الضروري حساب أخطاء القياس في وسائل القياس. جرى ذلك باستخدام طريقة المربعات الدنيا. كان كوتلي من بين أول من طبق الإحصائيات على العلوم الاجتماعية، حيث خطط لما سماه الفيزياء الاجتماعية. أدرك التعقيد الشديد للظواهر الاجتماعية والمتغيرات العديدة التي تحتاج إلى قياس. تمثل هدفه في فهم القوانين الإحصائية التي تقوم عليها ظواهر مثل معدلات الجريمة ومعدلات الزواج أو معدلات الانتحار. أراد شرح قيم هذه المتغيرات من خلال عوامل اجتماعية أخرى. كانت هذه الأفكار مثيرة للجدل إلى حد ما بين العلماء الآخرين في ذلك الوقت والذين اعتبروا أنها تناقض مفهوم حرية الاختيار.

## الجوائز والتكريم
انتخب كوتلي عضوًا أجنبيًا في الجمعية الملكية في عام 1839.
سُمّي الكويكب 1239 كوتلي باسمه.
أنشأ لقب أستاذ كوتلي في جامعة كولومبيا باسمه.

## روابط خارجية
- أدولف كوتلي على موقع الموسوعة البريطانية (الإنجليزية)